# The Kroach
The Kroach – polska grupa muzyczna grająca muzykę z pogranicza gatunków metalcore, progressive, heavy metal. Założona w 2013 roku w Sulejówku.

## Historia

### 2013
Zespół powstał w podwarszawskim Sulejówku z inicjatywy Jana Popławskiego oraz Jacka Raka – ówczesnego perkusisty zespołu. W składzie: Jan Popławski, Jacek Rak, Jakub Kawalec.
23 listopada do zespołu dołącza Dominik Kublik jako gitarzysta rytmiczny. Jest to okres w którym powstawał wstępny materiał na pierwszy album grupy: "...And Hell We Are".

### 2014
W okresie wakacyjnym 2014 roku do zespołu w roli basisty dołącza Mateusz Lewandowski.

### 2015
2 września 2015 perkusję po Jacku Raku przejął Jakub Oleszczuk.

### 2017
"...And Hell We Are"
10 lutego wydany zostaje pierwszy album grupy pod tytułem "...And Hell We Are" składający się z 10 utworów, w tym dwóch wersji językowych utworu "Lilith".
Album otwiera tytułowy utwór "...And Hell We Are", który mocno zarysowuje tematykę albumu. Teksty utworów mają przedstawiać grzechy współczesnego człowieka ubrane w postaci fikcyjne, lub opowieści nawiązujące do realistycznych snów autora części z nich: Dominika Kublika.
Album został nagrany w studiu Bazuka Records, oraz wydany w ograniczonym nakładzie.
Po wydaniu "...And Hell We Are" zespół wyruszył w trasę koncertową promującą album. Składała się ona z kilkudziestu klubowych koncertów w największych miastach Polski.
Wacken Open Air
15 kwietnia The Kroach zajęli pierwsze miejsce w polskich eliminacjach konkursu Wacken Metal Battle. Dzięki temu 3 sierpnia zespół wystąpił przed kilkutysięczną publicznością na scenie festiwalu Wacken Open Air jako reprezentanci Polski w konkursie Wacken Metal Battle.

## Supporty
| Nazwa zespołu           | Rok  | Miejsce                               | Dodatkowe informacje               |
| ----------------------- | ---- | ------------------------------------- | ---------------------------------- |
| Turbo                   | 2015 | Rzeszów, Klub Vinyl                   | 35 lecie zespołu Turbo             |
| Turbo                   | 2015 | Otwock, Klub Smok                     | 35 lecie zespołu Turbo             |
| Turbo                   | 2015 | Krosno, Rock Klub Iron                | 35 lecie zespołu Turbo             |
| Turbo                   | 2015 | Zielona Góra, 4 Róże dla Lucienne     | 35 lecie zespołu Turbo             |
| Turbo                   | 2016 | Poznań, Blue Note                     | Finał trasy 35 lecia zespołu Turbo |
| Kabanos                 | 2016 | Otwock, Klub Smok                     |                                    |
| Kabanos                 | 2016 | Bydgoszcz, Estrada                    |                                    |
| Nocny Kochanek          | 2016 | Zamość, Kazamata Wschodnia Bastionu I |                                    |
| Nocny Kochanek          | 2016 | Rzeszów, Vinyl                        |                                    |
| Alien Weaponry          | 2019 | Warszawa, Stodoła                     |                                    |
| Bullet for My Valentine | 2019 | Wrocław, Centrum Koncertowe A2        |                                    |
| Bullet for My Valentine | 2019 | Kraków, Klub Kwadrat                  |                                    |